# Фьерро, Хулио
Хулио Эстебан Фьерро Диас (исп. Julio Esteban Fierro Díaz; род. 9 апреля 2002, Сантьяго) — чилийский футболист, вратарь клуба «Коло-Коло».

## Клубная карьера
Фьерро — воспитанник клуба «Коло-Коло». 2 мая 2021 года в матче против «Ньюбленсе» он дебютировал в чилийской Примере. В своём дебютном сезоне Хулио завоевал Кубок Чили, а спустя год выиграл чемпионат. 

## Международная карьера
В 2019 году в составе юношеской сборной Чили Фьерро принял участие в юношеском чемпионате Южной Америки в Перу. На турнире он сыграл в матчах против команд Венесуэлы, Боливии, Аргентины, Уругвая, Парагвая, а также дважды Перу и Эквадора. 
В 2019 году в составе юношеской сборной Чили Фьерро принял участие в юношеском чемпионате мира в Бразилии. На турнире он сыграл в матчах против команд Франции, Гаити, Южной Кореи и Бразилии.

## Достижения
Клубные
 «Коло-Коло»
- Победитель чилийской Примеры (1) — 2022
- Обладатель Кубка Чили (1) — 2021